# ドライヴ
『ドライヴ』 (Drive) は、ジェイムズ・サリスの2005年の小説、及びそれを原作とした2011年公開のアメリカ映画。日本にニコラス・ウィンディング・レフンの名を知らしめた映画であり、この映画のヒットをきっかけにレフンの過去作が相次いで劇場公開・ソフト化された。

## ストーリー
ロサンゼルスに住む主人公（ドライバー）は、昼には自動車整備工場のメカニックや映画のスタントドライバーとして働きながら、夜は逃がし屋として卓越したドライビングテクニックで強盗の逃走を手助けするという、2つの顔を持ちながら孤独に暮らしていた。
ある日、ドライバーがアパートの同じ階に住むアイリーンとその息子を助けたことを切っ掛けに、2人は急速に惹かれていく。時期を同じくして、自動車整備工場の店主シャノンはドライバーの腕を頼りにカーレースへの参戦を考え、旧知の仲で裏社会の権力者でもあるバーニー・ローズから資金提供を受けることになる。
そんな中、服役していたアイリーンの夫スタンダードが出所して帰ってきた。更生を誓うスタンダードだったが、服役中に刑務所で起こした金銭トラブルから街のチンピラであるクックに脅され、街の小さな質屋を襲う計画に加担させられる事になる。スタンダードが暴行された現場に居合わせたドライバーは、アイリーンとベニッシオの為に逃走役を買って出ることを決め、逃走用に1台の車を盗難する。
強盗の決行日、スタンダードはクックが用意したブランチという女と2人で日中の質屋を襲うが、店から出たところを店主に撃たれてしまう。自身にも銃を向けられたドライバーは、先に金を持って車へと戻ってきていたブランチと共に逃走を開始し、1台のセダンの執拗な追跡をかわしてモーテルへ隠れることになる。テレビでは襲撃事件についての報道がすぐに始まるが、その内容は「スタンダードの単独犯で被害はない」と事実と異なっており、奪った金も100万ドルという不自然な大金だった。
ドライバーがブランチを脅して問い詰めたところ、本来は別の車が金を奪う予定で、初めからドライバーとスタンダードを裏切る計画だったという。ブランチの案内でクックのもとへ向かおうとするも、直後にモーテルが襲撃され、ブランチは射殺されてしまった。なんとか襲撃者を返り討ちにしたドライバーは、バー二ーからの情報で判明したクックの経営するストリップクラブに乗り込むと、クックを痛めつけて計画の首謀者へと連絡させる。電話に出たのはバーニーの相棒であるニーノであり、怒りに震えるドライバーは、自分が決めた場所でニーノ本人に100万ドルを引き渡すことだけを告げて電話を切ると、アイリーンに事情を話しに行く。しかし、シャノンがドライバーを助けるためにバーニー事情を話したことでアパートにニーノの手下が現れ、アイリーンたちの命も危険に晒されていることが判明する。
シャノンを呼び出したドライバーは彼を叱責すると同時に、街から逃げ出すように警告する。一方で、ニーノが個人的な感情からマフィアの溜め込んだ金を奪うため質屋を襲わせたことを知ったバーニーは、口封じのためクックを殺すと、シャノンも自らの手で殺害する。自動車整備工場でシャノンの死体を見つけたドライバーは、映画撮影用の精巧なマスクを被って車に乗り込むと、ニーノを乗せた車に追突して彼を車外に追い立ててその命を奪った。
ドライバーからの連絡を受けたバーニーは2人で話す場を設けると、「金を渡せばアイリーンは助けるが、お前の安全は保障できない」と告げる。話を受けて、100万ドルを積んだ車へと案内したドライバーの腹を刺すバーニーだが、すぐにドライバーもバーニーの胸を刺し返し、息の根を止める。ドライバーは傷を負ったまま車に乗ると、バーニーの傍に金を置き去りにして、街から去っていく。

## 登場人物・キャスト
ドライバー
演 - ライアン・ゴズリング
逃がし屋。昼間は自動車修理工を本業にしつつ、カースタントマンとしても働いている。寡黙な男だが、アイリーンの前では表情が柔らかくなる。
アイリーン
演 - キャリー・マリガン
ドライバーと同じアパートに住む女性。息子のベニッシオと暮らしている。ドライバーと惹かれあっていく。
シャノン
演 - ブライアン・クランストン
ドライバーが働く自動車整備工場の店主。過去の怪我が原因で足が不自由。カーレース参戦のためバーニーに資金提供を求める。
バーニー・ローズ
演 - アルバート・ブルックス
裏社会の権力者。シャノンとは旧知の仲。ドライバーの腕を認め、シャノンに資金提供を決める。
スタンダード・ガブリエル
演 - オスカー・アイザック
アイリーンの夫。服役中だったが出所する。
ブランチ
演 - クリスティーナ・ヘンドリックス
クックがスタンダードと組ませた女。
ニーノ
演 - ロン・パールマン
裏社会の権力者。バーニーの相棒。粗暴な性格。シャノンの足が不自由になった元凶。
ベニッシオ
演 - カーデン・レオシュ
アイリーンとスタンダードの息子。
タンスーツの殺し屋
演 - ジェフ・ウルフ
ニーノに雇われた殺し屋。
クック
演 - ジェームズ・ビベリー
チンピラ。強盗するようスタンダードを脅す。本名はクリス。
闇医者
演 - ラス・タンブリン
ストリッパー
演 - アンディ・サン・ディマス

## 日本語吹替
| 役名                     | 俳優                           | 日本語吹替 | 日本語吹替 |
| 役名                     | 俳優                           | ソフト版   | 機内上映版 |
| ------------------------ | ------------------------------ | ---------- | ---------- |
| ドライバー               | ライアン・ゴズリング           | 内田夕夜   | 尾崎英二郎 |
| アイリーン               | キャリー・マリガン             | 下山田綾華 |            |
| シャノン                 | ブライアン・クランストン       | 西村太佑   |            |
| バーニー・ローズ         | アルバート・ブルックス         | 佐藤祐四   |            |
| スタンダード・ガブリエル | オスカー・アイザック           | 前田一世   |            |
| ブランチ                 | クリスティーナ・ヘンドリックス | 竹村知美   |            |
| ニーノ                   | ロン・パールマン               | 廣田行生   |            |
| ベニッシオ               | カーデン・レオシュ             | 菊池こころ |            |

- ソフト版
  - 日本語吹替は2012年に発売されたDVD・Blu-ray Discには収録されていないが、2015年に製作されてオンデマンド配信された。また、2017年にはこの吹替を収録したBlu-ray Discが新たに発売された。
  - 2015年5月12日のテレビ東京『午後のロードショー』では配信に先駆けて地上波放送された。
  - その他吹替 - 田原正治、園岡新太郎、岡井克升、遠藤航、赤坂柾之、田村千恵、中川明佳
  - 演出：宇出喜美、翻訳：小尾恵理、調整：小出善司、制作：くりぷろ、プロデューサー：夏目健太郎／大塚淳（テレビ東京）、制作協力：丸岡大輔（HEATHER）

## 製作
2008年、ニール・マーシャルがヒュー・ジャックマンを主演にロサンゼルスを舞台にしたのアクションミステリー映画を監督する予定と報じられた。2010年にマーシャルとジャックマンはプロジェクトから離脱することが発表された。
プロデューサーのマーク・プラットは、ライアン・ゴズリングをオファーした。ゴスリングは、キャラクターよりもアクションに重点を置いた現在の多くのアクション映画にがっかりしたと語ったが、無名のドライバーの主導的な役割に強く惹かれて、約2日後にプラットに返答した。ゴスリングは自身が監督を選ぶことを条件にオファーを承諾し、デンマークの映画監督ニコラス・ウィンディング・レフンに連絡を取った。

## 評価

### 批評家の反応
本作は批評家から絶賛されている。映画批評集積サイトのRotten Tomatoesには255件のレビューがあり、批評家支持率は92%、平均点は10点満点で8.3点となっており、サイト側による批評家の見解の要約は「『ドライヴ』は、暴力、音楽、印象的な形象が非常に様式化されてブレンドされており、芸術的アクションが完全に実現されたビジョンを表している。 」となっている。また、Metacriticには43件のレビューがあり、加重平均値は78/100となっている。

### 受賞
| 賞                                   | 部門             | 対象                                     | 結果       |
| ------------------------------------ | ---------------- | ---------------------------------------- | ---------- |
| アカデミー賞                         | 音響編集賞       | ロン・ベンダー、ヴィクター・レイ・エニス | ノミネート |
| カンヌ国際映画祭                     | 監督賞           | ニコラス・ウィンディング・レフン         | 受賞       |
| ナショナル・ボード・オブ・レビュー賞 | 作品トップ10     |                                          | 入賞       |
| ニューヨーク映画批評家協会賞         | 助演男優賞       | アルバート・ブルックス                   | 受賞       |
| ゴールデングローブ賞                 | 助演男優賞       | アルバート・ブルックス                   | ノミネート |
| 全米映画批評家協会賞                 | 助演男優賞       | アルバート・ブルックス                   | 受賞       |
| ボストン映画批評家協会賞             | 助演男優賞       | アルバート・ブルックス                   | 受賞       |
| ボストン映画批評家協会賞             | 音楽賞           |                                          | 受賞       |
| ロンドン映画批評家協会賞             | 作品賞           |                                          | ノミネート |
| ロンドン映画批評家協会賞             | 監督賞           | ニコラス・ウィンディング・レフン         | ノミネート |
| ロンドン映画批評家協会賞             | 主演男優賞       | ライアン・ゴズリング                     | ノミネート |
| ロンドン映画批評家協会賞             | 助演男優賞       | アルバート・ブルックス                   | ノミネート |
| ロンドン映画批評家協会賞             | 英国女優賞       | キャリー・マリガン                       | ノミネート |
| ロンドン映画批評家協会賞             | 技術貢献賞       | クリフ・マルティネス（作曲）             | ノミネート |
| インディペンデント・スピリット賞     | 作品賞           |                                          | ノミネート |
| インディペンデント・スピリット賞     | 監督賞           | ニコラス・ウィンディング・レフン         | ノミネート |
| インディペンデント・スピリット賞     | 主演男優賞       | ライアン・ゴズリング                     | ノミネート |
| インディペンデント・スピリット賞     | 助演男優賞       | アルバート・ブルックス                   | ノミネート |
| シカゴ映画批評家協会賞               | 作品賞           |                                          | ノミネート |
| シカゴ映画批評家協会賞               | 監督賞           | ニコラス・ウィンディング・レフン         | ノミネート |
| シカゴ映画批評家協会賞               | 助演男優賞       | アルバート・ブルックス                   | 受賞       |
| シカゴ映画批評家協会賞               | 脚色賞           | ホセイン・アミニ                         | ノミネート |
| シカゴ映画批評家協会賞               | 撮影賞           | ニュートン・トーマス・サイジェル         | ノミネート |
| シカゴ映画批評家協会賞               | 作曲賞           | クリフ・マルティネス                     | ノミネート |
| 放送映画批評家協会賞                 | 作品賞           |                                          | ノミネート |
| 放送映画批評家協会賞                 | 監督賞           | ニコラス・ウィンディング・レフン         | ノミネート |
| 放送映画批評家協会賞                 | 主演男優賞       | ライアン・ゴズリング                     | ノミネート |
| 放送映画批評家協会賞                 | 助演男優賞       | アルバート・ブルックス                   | ノミネート |
| 放送映画批評家協会賞                 | 撮影賞           | ニュートン・トーマス・サイジェル         | ノミネート |
| 放送映画批評家協会賞                 | 編集賞           | マット・ニューマン                       | ノミネート |
| 放送映画批評家協会賞                 | アクション映画賞 |                                          | 受賞       |
| 放送映画批評家協会賞                 | 作曲賞           | クリフ・マルティネス                     | ノミネート |
| サテライト賞                         | 映画作品賞       |                                          | ノミネート |
| サテライト賞                         | 映画主演男優賞   | ライアン・ゴズリング                     | 受賞       |
| サテライト賞                         | 映画助演男優賞   | アルバート・ブルックス                   | 受賞       |
| サテライト賞                         | 監督賞           | ニコラス・ウィンディング・レフン         | 受賞       |
| サテライト賞                         | 作曲賞           | クリフ・マルティネス                     | ノミネート |
| サテライト賞                         | 撮影賞           | ニュートン・トーマス・サイジェル         | ノミネート |
| サテライト賞                         | 編集賞           |                                          | ノミネート |
| サテライト賞                         | 音響賞           |                                          | 受賞       |
| サンディエゴ映画批評家協会賞         | 作品賞           |                                          | ノミネート |
| サンディエゴ映画批評家協会賞         | 監督賞           | ニコラス・ウィンディング・レフン         | 受賞       |
| サンディエゴ映画批評家協会賞         | 脚色賞           | ホセイン・アミニ                         | ノミネート |
| サンディエゴ映画批評家協会賞         | 助演男優賞       | アルバート・ブルックス                   | ノミネート |
| サンディエゴ映画批評家協会賞         | 撮影賞           | ニュートン・トーマス・サイジェル         | ノミネート |
| サンディエゴ映画批評家協会賞         | 編集賞           | マット・ニューマン                       | ノミネート |
| オンライン映画批評家協会賞           | 作品賞           |                                          | ノミネート |
| オンライン映画批評家協会賞           | 監督賞           | ニコラス・ウィンディング・レフン         | ノミネート |
| オンライン映画批評家協会賞           | 助演男優賞       | アルバート・ブルックス                   | ノミネート |
| オンライン映画批評家協会賞           | 脚色賞           | ホセイン・アミニ                         | ノミネート |
| オンライン映画批評家協会賞           | 撮影賞           | ニュートン・トーマス・サイジェル         | ノミネート |
| オンライン映画批評家協会賞           | 編集賞           | マシュー・ニューマン                     | ノミネート |
| フェニックス映画批評家協会賞         | 作品賞           |                                          | ノミネート |
| フェニックス映画批評家協会賞         | スタント賞       |                                          | 受賞       |
| フェニックス映画批評家協会賞         | 助演男優賞       | アルバート・ブルックス                   | 受賞       |
| ニューヨーク映画批評家オンライン賞   | 助演男優賞       | アルバート・ブルックス                   | 受賞       |
| ワシントンD.C.映画批評家協会賞       | 作品賞           |                                          | ノミネート |
| ワシントンD.C.映画批評家協会賞       | 監督賞           | ニコラス・ウィンディング・レフン         | ノミネート |
| ワシントンD.C.映画批評家協会賞       | 助演男優賞       | アルバート・ブルックス                   | 受賞       |
| ワシントンD.C.映画批評家協会賞       | 音楽賞           | クリフ・マルティネス                     | ノミネート |
| サンフランシスコ映画批評家協会賞     | 助演男優賞       | アルバート・ブルックス                   | 受賞       |
| セントルイス映画批評家協会賞         | 作品賞           |                                          | ノミネート |
| セントルイス映画批評家協会賞         | 監督賞           | ニコラス・ウィンディング・レフン         | ノミネート |
| セントルイス映画批評家協会賞         | 脚色賞           | ホセイン・アミニ                         | ノミネート |
| セントルイス映画批評家協会賞         | 主演男優賞       | ライアン・ゴズリング                     | 次点       |
| セントルイス映画批評家協会賞         | 助演男優賞       | アルバート・ブルックス                   | 受賞       |
| セントルイス映画批評家協会賞         | 撮影賞           | ニュートン・トーマス・サイジェル         | ノミネート |
| セントルイス映画批評家協会賞         | 音楽賞           |                                          | ノミネート |
| セントルイス映画批評家協会賞         | 場面賞           | エレベーターが叩かれる場面               | ノミネート |
| セントルイス映画批評家協会賞         | 場面賞           | オープニングの逃亡場面                   | ノミネート |
| オースティン映画批評家協会賞         | トップ10         |                                          | 第2位      |
| オースティン映画批評家協会賞         | 監督賞           | ニコラス・ウィンディング・レフン         | 受賞       |
| オースティン映画批評家協会賞         | 助演男優賞       | アルバート・ブルックス                   | 受賞       |
| オースティン映画批評家協会賞         | 脚色賞           | ホセイン・アミニ                         | 受賞       |
| オクラホマ映画批評家協会賞           | トップ10作品     |                                          | 第2位      |
| オクラホマ映画批評家協会賞           | 助演男優賞       | アルバート・ブルックス                   | 受賞       |
| ヒューストン映画批評家協会賞         | 作品賞           |                                          | ノミネート |
| ヒューストン映画批評家協会賞         | 監督賞           | ニコラス・ウィンディング・レフン         | 受賞       |
| ヒューストン映画批評家協会賞         | 助演男優賞       | アルバート・ブルックス                   | 受賞       |
| ヒューストン映画批評家協会賞         | 撮影賞           | ニュートン・トーマス・サイジェル         | ノミネート |
| 東京スポーツ映画大賞                 | 外国作品賞       |                                          | 受賞       |